# Левиафан (роман Вестерфельда)
Левиафан — роман из фантастического цикла «Левиафан» американо-австралийского писателя-фантаста Скотта Вестерфельда, опубликованный в 2009 году в США издательством Simon & Schuster. Был издан на русском в 2011 году.

## Сюжет
1914 год. Европа накануне войны. Но это другая Европа: здесь машины выглядят как живые существа, а живые существа создаются, как машины. Чтобы началась бойня, нужен лишь предлог, и этот предлог — убийство австрийского эрцгерцога. Его незаконнорожденному сыну, шестнадцатилетнему Александру фон Гогенбергу, тоже вынесен смертный приговор, однако ему удается спастись бегством. Единственное, что у него осталось, это шагающий штурмовик «Циклоп» и горстка верных людей. А тем временем в Стамбул с таинственной дипломатической миссией направляется британский живой летающий корабль «Левиафан». В числе воздухоплавателей юная искательница приключений Дэрин Шарп, которая маскируется под мальчика, чтобы иметь возможность служить.

## Персонажи
- Александр Фон Гогенберг
- Дерин Шарп
- Доктор Нора Барлоу
- Граф Фольгер
- Отто Клопп
- Ганс Бауер
- Хоффман
- Ньюкирк
- Капитан Хоббс

## Критика
«Левиафан» быстро получил признание критики, в основном рассматривавших роман как «смесь стимпанка, дизельпанка и биопанка для молодых людей». Журнал Kirkus Reviewsположительно оценил произведение, сравнив его с произведениями Хаяо Миядзаки,. Рецензент Publishers Weekly отметил как непосредственно главную линию романа, так и иллюстрации Томсона, которые позволили раскрыться книге еще сильнее. Так, роман в 2010 получил премию Американской ассоциации библиотекарей в номинации «Best Books for Young Adults». Журнал Мир Фантастики после выхода русского издания оценил книгу на 8/10, отметив произведение как «Отличная подростковая книга, которая вполне подходит и для многих взрослых читателей. Главное здесь — мир, но и другие компоненты поданы на высоком уровне», а в 2016 году включил «Левиафан» в список 10 лучших произведений жанра стимпанк.

### Награды
- Ауреалис / Aurealis Award, 2009 // Роман для подростков[8][9]
- Гудридс / The Goodreads Choice Awards, 2009 // Научная фантастика (865 голосов / 31,6 %)
- Локус / Locus Award, 2010 // Подростковый роман[6]
- «Итоги года» от журнала «Мир Фантастики», Итоги 2011 // Книги — Лучшая детско-юношеская фантастика года

## Продолжения
«Левиафан» положил начало целой серии книг, состоящей из трех книг:
- Левиафан
- Бегемот
- Голиаф

## Экранизации
В 2017 году группа художников представила на фестивале Сандэнс Leviathan Project — VR-фильм по мотивам книги.
В 2024г. Netflix анонсировал аниме-адаптацию роман, выход запланировал на 2025г.